# Nedre Stentjärnen
Nedre Stentjärnen är en sjö i Älvsbyns kommun i Norrbotten och ingår i Piteälvens huvudavrinningsområde. Sjön har en area på 0,0297 kvadratkilometer och ligger 381,4 meter över havet.

## Delavrinningsområde
Nedre Stentjärnen ingår i det delavrinningsområde (728599-170429) som SMHI kallar för Mynnar i Rudtjärnsbäcken. Medelhöjden är 373 meter över havet och ytan är 13,82 kvadratkilometer. Det finns inga avrinningsområden uppströms utan avrinningsområdet är högsta punkten. Vattendraget som avvattnar avrinningsområdet har biflödesordning 4, vilket innebär att vattnet flödar genom totalt 4 vattendrag innan det når havet efter 120 kilometer. Avrinningsområdet består mestadels av skog (99 procent). Avrinningsområdet har 0,07 kvadratkilometer vattenytor vilket ger det en sjöprocent på 0,5 procent.